# Maubec, Vaucluse
Maubec är en kommun i departementet Vaucluse i regionen Provence-Alpes-Côte d'Azur i sydöstra Frankrike. Kommunen ligger i kantonen Cavaillon som tillhör arrondissementet Apt. År 2022 hade Maubec 1 915 invånare.

## Befolkningsutveckling
Antalet invånare i kommunen Maubec
| Referens: INSEE |